# Francis Lombardi
Carlo Francesco Lombardi, più noto come Francis Lombardi (Genova, 21 gennaio 1897 – Vercelli, 8 marzo 1983), è stato un militare, aviatore, designer e imprenditore aeronautico ed automobilistico italiano, decorato con tre Medaglie d'argento al valor militare.
Asso dell'aviazione da caccia, è accreditato di 8 abbattimenti durante la prima guerra mondiale.
Nel 1947 fondò a Vercelli la carrozzeria Francis Lombardi che chiuse nel 1976.

## Biografia

### Il periodo aeronautico
Ancora giovanissimo fu combattente nella prima guerra mondiale. Venne assegnato al battaglione aviatori dove svolgeva funzioni tecniche iniziando ad appassionarsi al volo. Riuscì a frequentare la scuola di pilotaggio e ottenne il brevetto di pilota nell'ottobre del 1917. Assegnato alla 77ª Squadriglia Aeroplani da Caccia volò con gli SPAD S.VII con i quali ottenne 8 vittorie aeree riconosciute che gli valsero il conferimento di tre medaglie d'argento al valor militare entrando nel novero degli assi dell'aviazione italiana.
Finita la guerra seguì Gabriele D'Annunzio nella sua avventura fiumana, tragicamente risoltasi nel "Natale di sangue" del 1920.

### L'attività politica
Dopo la delusione dell'impresa di Fiume, Lombardi si ritirò dalla vita politica, ma vide con favore l'ascesa fascista al potere, il golpe squadrista a Fiume del 3 marzo 1922, e la conclusione di quella vicenda con la firma del trattato di Roma del 1924.
Per la sua fama di asso dell'aviazione, continuamente ingrandita da nuove imprese, Lombardi fu spesso celebrato dalla propaganda del regime come esempio di coraggio e capacità. Da questo stereotipo di eroe fascista, pur mantenendosi su posizioni "critiche" di tipo dannunziano, il pilota genovese non poté e, più probabilmente, non volle prendere le distanze, fino ad impegnarsi personalmente nel partito, quando venne nominato da Achille Starace, nel 1939, membro del direttorio della Federazione provinciale dei fasci.
Con l'instaurazione della Repubblica di Salò le cose mutarono rapidamente. Nell'autunno del 1943 fu tra i fondatori del "Comitato interpartitico vercellese per la lotta contro i tedeschi e i fascisti", la cui nascita ebbe luogo proprio negli stabilimenti dell'AVIA e, successivamente, fu tra i membri del CLN vercellese, quale rappresentante degli industriali.

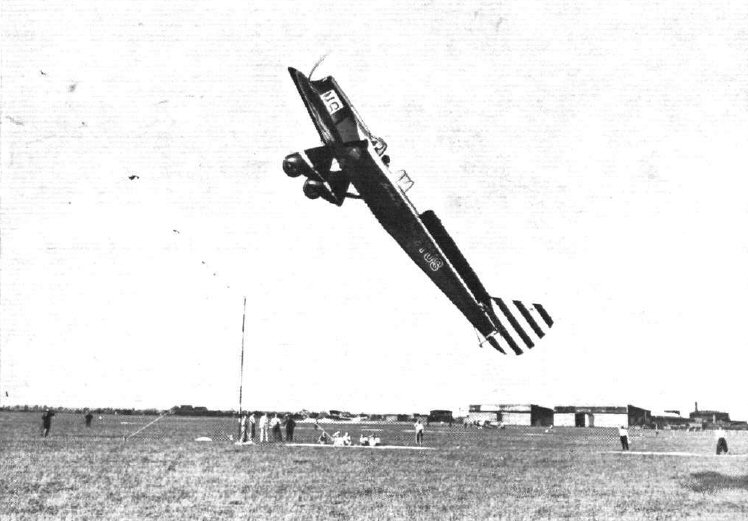
Francis Lombardi, ai comandi del suo Breda Ba.33, durante le prove di decollo corto durante il Challenge International de Tourisme 1932.

### Il dopoguerra
Deluso dagli esiti dell'impresa di Fiume, Lombardi si ritirò dall'attività politica e, nei primi anni venti, fondò a Vercelli il primo aerocentro da turismo, anche partecipando a varie gare di volo.
Il 12 febbraio 1930, a bordo del piccolo aereo da turismo Fiat-Ansaldo A.S.1 I-AANH, partì da Roma per la Somalia, ove giunse il 18 febbraio dopo sei scali e 65 ore di volo, coprendo una distanza di 8.060 chilometri. Gli ultimi 2700 km furono compiuti nella tratta Tobruk-Mogadiscio, senza scalo, in 22 ore e 45 minuti. Nello stesso anno, Lombardi partecipò al tour del continente africano, con i piloti Franco Mazzotti Biancinelli e Mario Rasini, oltre al motorista Marino Battaglia, che vide impegnati tre aerei Fiat-Ansaldo A.S.2 partiti da Roma il 28 ottobre e ritornati nella capitale italiana, il 9 gennaio 1931, dopo aver volato nei cieli africani per 27 600 chilometri.

1934. L'equipaggio del primo tentativo di volo diretto postale Roma-Buenos Aires. Da sin: Mario Battaglia (motorista), Francis Lombardi (pilota), Franco Mazzotti (secondo pilota) e Davide Giulini (radotelegrafista). Il tentativo non riuscì per un incidente.

Il francobollo celebrativo del volo Roma-Mogadiscio del 1934, con valore facciale di 10 lire e sovrastampa per il servizio di stato aereo.

Nel 1934, in occasione del 65º genetliaco del Re, compì il primo volo Roma-Mogadiscio, inaugurando i collegamenti aerei fra l'Italia e l'Africa Orientale.
Per tale impresa furono emessi alcuni francobolli celebrativi.
Nello stesso anno Lombardi, con un altri tre uomini di equipaggio, tentò  con un SM 71, una trasvolata atlantica per inaugurare un servizio postale diretto Roma - Buenos Aires, ma il tentativo non ebbe fortuna ed il volo fu bloccato da un incidente nei pressi di Natal sulla costa brasiliana.
Nel 1938, circa vent'anni dopo la fine del primo conflitto mondiale, fondò l'AVIA, Anonima Vercellese Industria Aeronautica, un'azienda aeronautica attiva anche durante la seconda guerra mondiale e dalla quale uscirono alcuni modelli di aeroplani, tra cui l'L.3, un aereo biposto utilizzato come mezzo per la formazione di allievi nei corsi di pilotaggio sia in ambito civile che militare, nei reparti da addestramento della Regia Aeronautica.
Alla fine del conflitto nella mente di Lombardi si stava delineando il progetto di conversione al settore automobilistico. Cedette quindi i diritti di produzione dell'FL.3 alla Meteor S.p.A, ora Iniziative Industriali Italiane Spa, che ne continuò lo sviluppo e la produzione in diverse varianti fino agli anni cinquanta.

### Raid aereo Vercelli-Tokyo 13 luglio 1930
La trasvolata nacque per caso. Una sera dei primi di maggio del 1930 il gen. Umberto Savoja, responsabile del comporto Aviazione della Fiat, telefona a Lombardi, che poche settimane prima aveva avuto l'onore della copertina della Domenica del Corriere illustrata da Achille Beltrame per il volo record Roma Mogadiscio – caratterizzato da un balzo in una sola tappa di ben 2400 km – gli propone un giro di propaganda nelle capitali europee del nuovo velivolo della casa torinese, l'AS.1.
Il monoplano qualche settimana prima sottoposto a forti sollecitazioni da un pilota militare, aveva perso in volo le ali.
"Caro Francis – ribadì con forza il gen. Savoja – il senatore desidera che lei dimostri invece che il prodotto è buono. Abbiamo bisogno di un effetto pubblicitario in positivo!".
La risposta del pilota vercellese non si fece attendere. Ma fu una sorta di rilancio. "Si, sono d'accordo però amerei tentare una grande impresa battere ad esempio il record del collegamento più veloce tra Europa occidentale e Giappone, detenuto da un polacco".
L'intesa fu presto raggiunta e Francis Lombardi con il fido Capannini partì da Vercelli il 13 luglio ed in nove giorni e sei ore raggiunse Tokyo, anticipando di oltre quaranta anni la rotta transiberiana inaugurata dall'Alitalia nel 1973. In origine il piano di volo prevedeva sette giorni, ma Lombardi fu costretto a perdere due giornate, una a Vienna – vento impossibile – ed una seconda a Seul per la pista d'erba ridotta ad un acquitrino per un tifone. Tuttavia il raid centrò una serie di record come la miglior media giornaliera in voli a tappe per aerei da turismo: 1221 km.
A Tokyo i festeggiamenti durarono a lungo: Lombardi e Capannini per l'intero soggiorno furono trattati come autentiche celebrità: interviste, conferenze, premiazioni, riconoscimenti ufficiali. Fu un evento che fece epoca.
L'impresa del pioniere vercellese ebbe vasta eco sui giornali italiani che dedicarono le prime pagine e su quelli giapponesi.
A memoria di tale impresa, sempre dall'aeroporto di Vercelli, il 13 luglio 2024 una vecchia utilitaria Fiat Panda, guidata da Salvatore Morabito e Fabrizio Carrubba, è partita alla volta del Giappone, raggiungendo Tokyo il 30 agosto 2024 dopo 19200 km attraverso 14 nazioni.

### Gli ultimi anni
Nel 1976, Francis Lombardi ricevette una medaglia d'oro per il suo contributo in campo aeronautico, non solo relativamente alle sue imprese belliche, ma anche dal punto di vista costruttivo durante l'attività della AVIA.
Francis Lombardi morì all'età di 86 anni a Vercelli l'8 marzo 1983.
In sua memoria gli è stato dedicato un Istituto Professionale di Stato per l'Industria e l'Artigianato (IPSIA) nella città di Vercelli.